# Halalaimus alatus
Halalaimus alatus är en rundmaskart som beskrevs av Timm 1952. Halalaimus alatus ingår i släktet Halalaimus och familjen Oxystominidae. Inga underarter finns listade i Catalogue of Life.